# Arendsee (See)
Der Arendsee (Ausspracheⓘ) ist ein rundlich-ovaler, buchtenloser See in der Region Altmark im Norden Sachsen-Anhalts. Mit über fünf Quadratkilometern Wasserfläche handelt es sich um den größten natürlichen See des Bundeslandes und mit rund 50 Metern zugleich um einen der tiefsten Seen Norddeutschlands (siehe auch: Liste der Gewässer in Sachsen-Anhalt). Seine Entstehung bzw. sein heutiges Aussehen geht auf mehrere Einbrüche des Untergrundes, zuletzt noch im 17. Jahrhundert, zurück.

## Geographie

### Lage und Ausmaße
Direkt am Südufer liegt die Stadt Arendsee; am Nordwestufer die Ortschaft Schrampe. Im weiteren Umkreis befinden sich unter anderem die Städte Salzwedel und Lüchow (Wendland). Das Gewässer hat eine Fläche von knapp 514 Hektar bei einer West-Ost-Ausdehnung von bis zu 3,3 Kilometern und einer Nord-Süd-Breite von zwei Kilometern. Die mittlere Tiefe beträgt etwa 29 Meter, im Maximum sind es rund 50 Meter Tiefe. Das Profil kann man als wannenartig charakterisieren – mit relativ steilen Randböschungen und einer sehr ausgedehnten, mehr oder weniger ebenen Tiefenzone (Profundal) im Bereich zwischen 40 und 50 Metern. Der Wasserspiegel befindet sich auf 23,3 m ü. NHN; der tiefste Punkt des Grundes wird also rund 27 Meter unter dem Meeresspiegel verortet. Es handelt sich somit um eine geologische Kryptodepression.

### Entstehung

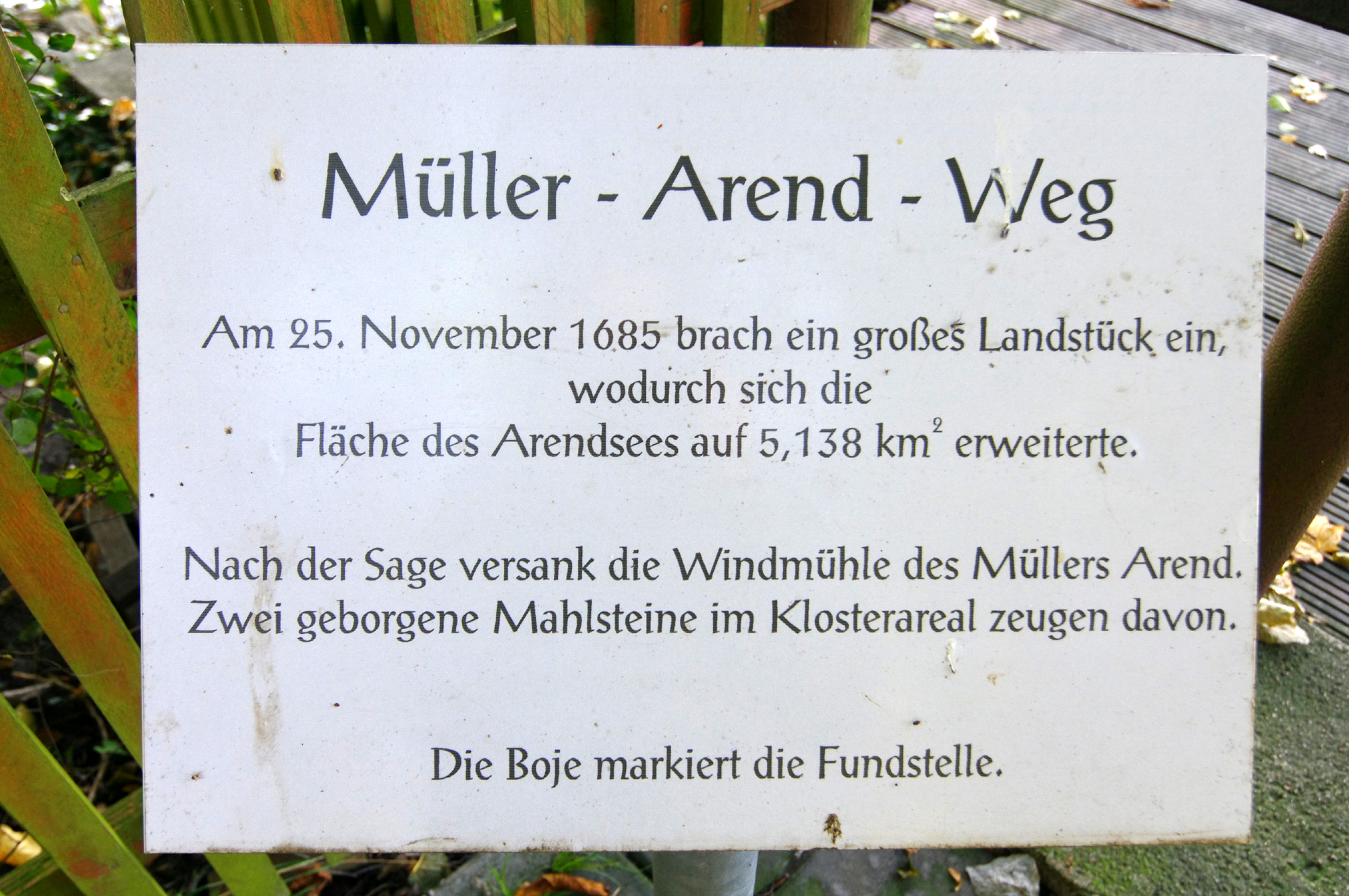
Hinweisschild am Südostufer

Der Arendsee unterscheidet sich in seiner Entstehungsgeschichte von der Mehrzahl der Naturseen des Norddeutschen Tieflandes, die vorwiegend eiszeitlich bzw. periglazial entstanden sind. Zwar war eine Toteisablagerung in der Saale-Kaltzeit vor 100.000 bis 150.000 Jahren wohl auch der Ursprung des Arendsees. Seine heutigen Dimensionen haben aber damit zu tun, dass der See direkt über einem Salzstock liegt. Tiefes Grundwasser sorgte für die Auslaugung des Salzes (Subrosion), was nachfolgend zu mehreren Einbrüchen des Deckgebirges des Salzstockes führte. Zuletzt geschah dies noch in historischer Zeit, nachweislich in den Jahren 822 und 1685. Das Gewässer ist somit als wassergefüllter Erdfall („Seefall“) bzw. Einsturzdoline, Subrosionssee oder auch Einbruchsee einzuordnen (vergleiche beispielsweise: Rudower See) und gilt dabei neben dem Zwischenahner Meer als größtes seiner Art in Norddeutschland. Beim vorläufig letzten Einsturz im Jahr 1685 versank unter anderem die Mühle des Ortes im Wasser und die Fläche des Sees soll sich schlagartig um 20 Hektar vergrößert haben. Nach dem betroffenen Müller Arend wurden See und Ort umbenannt – so behauptet es eine Sage. Allerdings gab es den Namen Arendsee bereits weit früher, er wurde schon als Arnseo in den Annalen des Fränkischen Reiches in Zusammenhang mit dem Einbruch im Jahr 822 erwähnt. Vermutlich leitet sich der Name vielmehr von „Aar“ für den Seeadler ab.

### Weitere Beschreibung
Am West-, Süd- und Ostufer fällt das Untergrundprofil seewärts recht steil ab und erreicht schon bald die Tiefenlinie von 20 Metern. Nur an der Nordseite bestehen ausgedehntere Flachwasserbereiche, so dass sich hier großflächige Röhrichte aus Schilfrohr, Schmalblättrigem Rohrkolben und Teichbinsen etablieren konnten. Die Sedimente am Seegrund setzen sich aus sogenannter Seekreide, Schlamm und Sand zusammen. Vier oberflächliche Zuflüsse sollen vorhanden sein; diese sind aber in Relation zum Seevolumen nur sehr klein. Der einzige erkennbare Abfluss ist ein schmaler, nur temporär wasserführender Stichgraben am Nordwestufer, der zum „Landgraben“ (dem späteren „Lüchower Landgraben“) führt. Auf diese – künstliche – Weise ist der eigentlich abflusslose Arendsee über die Jeetzel indirekt mit der Elbe verbunden. An die Ufer schließen sich vorwiegend Waldflächen aus Schwarzerlen, Eichen und Kiefern an, außerdem Siedlungsbereiche einschließlich zahlreicher Wochenendhausgrundstücke, im Norden auch einige landwirtschaftliche Flächen. Eine Umrundung des Sees auf einem zumeist recht ufernahen Wander- und Radweg umfasst gut zehn Kilometer Strecke.

### Landschaftsschutz

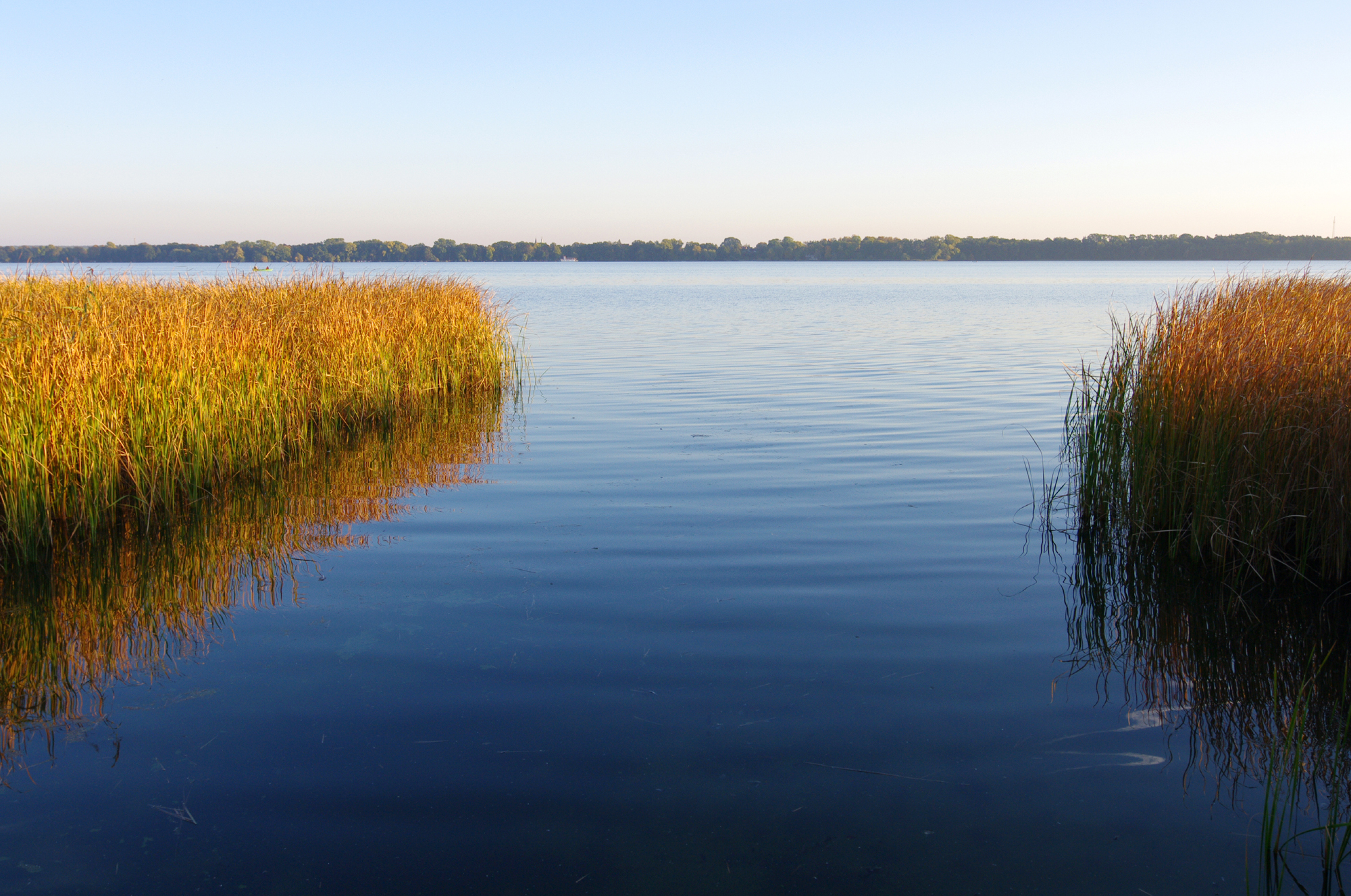
Am flacheren Nordufer konnten sich größere Röhrichte, insbesondere aus Rohrkolben, entwickeln

Der Arendsee liegt im Landschaftsschutzgebiet (LSG) Arendsee. Dabei entspricht der See mit 514 Hektar etwa 77,5 % der Fläche des LSG. Die restlichen 22,5 Prozent bildet ein schmaler Uferstreifen rund um das Gewässer. Die südlich angrenzende Stadt Arendsee (Altmark) gehört nicht zum LSG.

## Wasserqualität
Das Bundesumweltministerium gibt ein Gesamtvolumen von 147 Mio. Kubikmetern (umgerechnet: 147 Mrd. Litern) Wasser an und qualifiziert den Arendsee dabei als nährstoffreich bzw. -belastet (eutrophiert), insbesondere mit einem deutlich zu hohen Gesamtphosphorgehalt (genannt werden rund 88 µg/l als Jahresmittelwert für 2005 oder auch etwa 200 µgP/l bei zuletzt eher noch ansteigender Tendenz.). Die Aussage einer außerordentlich guten Wasserqualität, für die der Arendsee noch in der ersten Hälfte des 20. Jahrhunderts gerühmt wurde („Perle der Altmark“, „Blaues Auge der Altmark“), ist also seit mehreren Jahrzehnten zu relativieren. Noch bis in die 1970er Jahre war es möglich, im See bis mehr als 6 m Wassertiefe zu schauen, insbesondere in den Bereichen mit reinem Sanduntergrund. Je nach Jahreszeit ist heute zwar recht klares Wasser mit Sichttiefen von teils über vier Metern anzutreffen; es kann aber auch zu starker Wassertrübung bzw. einem schlieren- bis flockenartigen grünlichen Oberflächenfilm infolge von Blaualgenblüten kommen, die durch den hohen Phosphor- und Stickstoffgehalt gefördert werden.
Als Ursache für die hohe Nährstoffbelastung wurden und werden verschiedene Möglichkeiten diskutiert, darunter etwa Einleitungen ungeklärter Abwässer der Kommunen sowie einer Molkerei in den 1950er- und 1960er-Jahren – eine Praxis, die erst 1970 aufgegeben worden sein soll. Weitere Einträge könnten auf Datschen- bzw. Ferienhausbewohner und Badegäste zurückgehen. Ebenso wurde in diesem Zusammenhang aber auch die hohe Zahl von Gastvögeln bzw. rastenden Zugvögeln erwähnt. So sollen bis zu 35.000 nordische Wildgänse am Arendsee überwintert und dort wiederkehrend mehrere Tonnen Kot hinterlassen haben. Auch ein Überbesatz mit Speisefischen, namentlich Kleinen Maränen, welche das wasserreinigende Zooplankton übermäßig dezimieren, könnte sich negativ auf den Wasserchemismus auswirken.

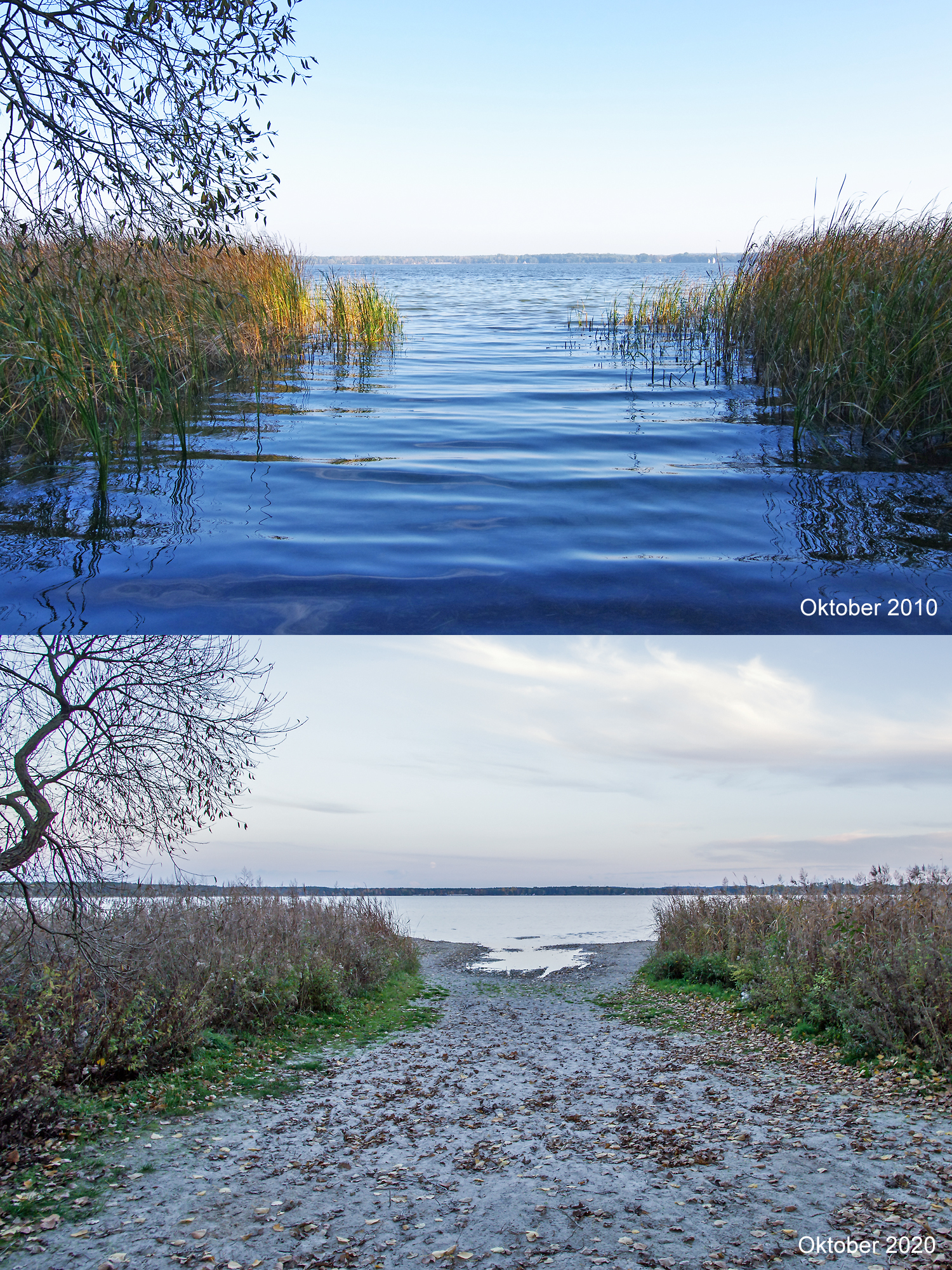
Infolge extremer Trockenheit ab 2018 sank der Seespiegel um mehrere Dezimeter ab – hier ein Vergleich desselben Uferzugangs an der Nordwestseite zwischen 2010 und 2020. Die ungewöhnliche Niedrigwasserphase dauerte bis einschließlich 2023. Zwischenzeitlich (Stand 2024) hat sich der Pegel nach ergiebigen Niederschlägen wieder erholt

Mitte der 1970er- und Mitte der 1990er-Jahre gab es groß angelegte Versuche einer Seesanierung. 1976 wurde eine Tiefenwasserableitung installiert, und 1995 wurden Umlagerungen von im Nordteil befindlichen Seekreide-Sedimenten vorgenommen, um Schlamm und Biomasse an anderen Stellen zu überdecken. Spätere Untersuchungen ergaben jedoch, dass damit der Phosphor-Kreislauf entgegen den Erwartungen nicht nachhaltig positiv, das heißt P-senkend, beeinflusst werden konnte.
Dass der hydrologisch relativ „isolierte“ Arendsee mit über 60 (100) Jahren eine extrem lange Austauschzeit seines Wasserkörpers hat, erschwert eine kurzfristige Verbesserung der Nährstoffsituation besonders. Die Stoffumsätze im See werden in erster Linie durch interne Prozesse bestimmt. Die während der Frühjahrszirkulation besonders hohen Phosphorgehalte werden im Frühsommer durch zunehmendes Phytoplankton (Algen) verbraucht, bis deren Population zusammenbricht, eine kurze Klarwasserphase eintritt und anschließend stickstoffbindende Cyanobakterien („Blaualgen“) zur Entwicklung kommen. Gegen Ende der Sommerstagnation ist die Tiefenzone unterhalb von 40 m nahezu sauerstofffrei. Im Sommerhalbjahr werden zudem besonders hohe (basische, alkalische) pH-Werte von phasenweise bis über pH 10 festgestellt.
Vor allem auch unter dem Druck der EU-Wasserrahmenrichtlinie, die die Herstellung eines ökologisch guten Zustandes für alle größeren Gewässer bis zum Jahr 2027 verlangt, wird verstärkt über Sanierungsmöglichkeiten diskutiert. Favorisiert wird offenbar die Einleitung von 6500 Tonnen Polyaluminiumchlorid, welches eine chemische Nährstoffausfällung bewirken soll. Wegen der möglichen ökologischen Auswirkungen ist diese Maßnahme allerdings nicht unumstritten. Jagdfunktionäre forderten zeitweise eine Lockerung des Abschussverbotes für Wildgänse, die von manchen sogar als „Hauptverursacher“ des Blaualgenproblems bezeichnet wurden. Auch nach dem natürlichen Wegbleiben zahlreicher Gänse in den letzten Jahren – diese frequentieren inzwischen viele neu entstandene Bergbauseen – hat sich die Lage allerdings nicht erkennbar geändert.
In Vorbereitung auf eine mögliche Seesanierung werden seit 2010 vom Berliner Leibniz-Institut für Gewässerökologie umfassende wasserchemische Untersuchungen durchgeführt. Aus diesen kristallisiert sich inzwischen heraus, dass – entgegen anderer vermuteter Ursachen (s. o.) – offenbar der Zufluss belasteten Grundwassers die Hauptphosphatquelle für den See darstellt.
Die Qualität als Badegewässer wird derweil mit „sehr gut“ bewertet, wobei als Kriterium die Einhaltung der Leitwerte mikrobieller Parameter im Vorjahr herangezogen wurde. Untersucht wurde dabei die Belastung mit Darmbakterien wie intestinalen Enterokokken und Escherichia coli. Mögliche Unverträglichkeitsreaktionen durch den Kontakt und das Verschlucken von „Blaualgen“ sind in diese Bewertung nicht eingeflossen.

## Nutzung

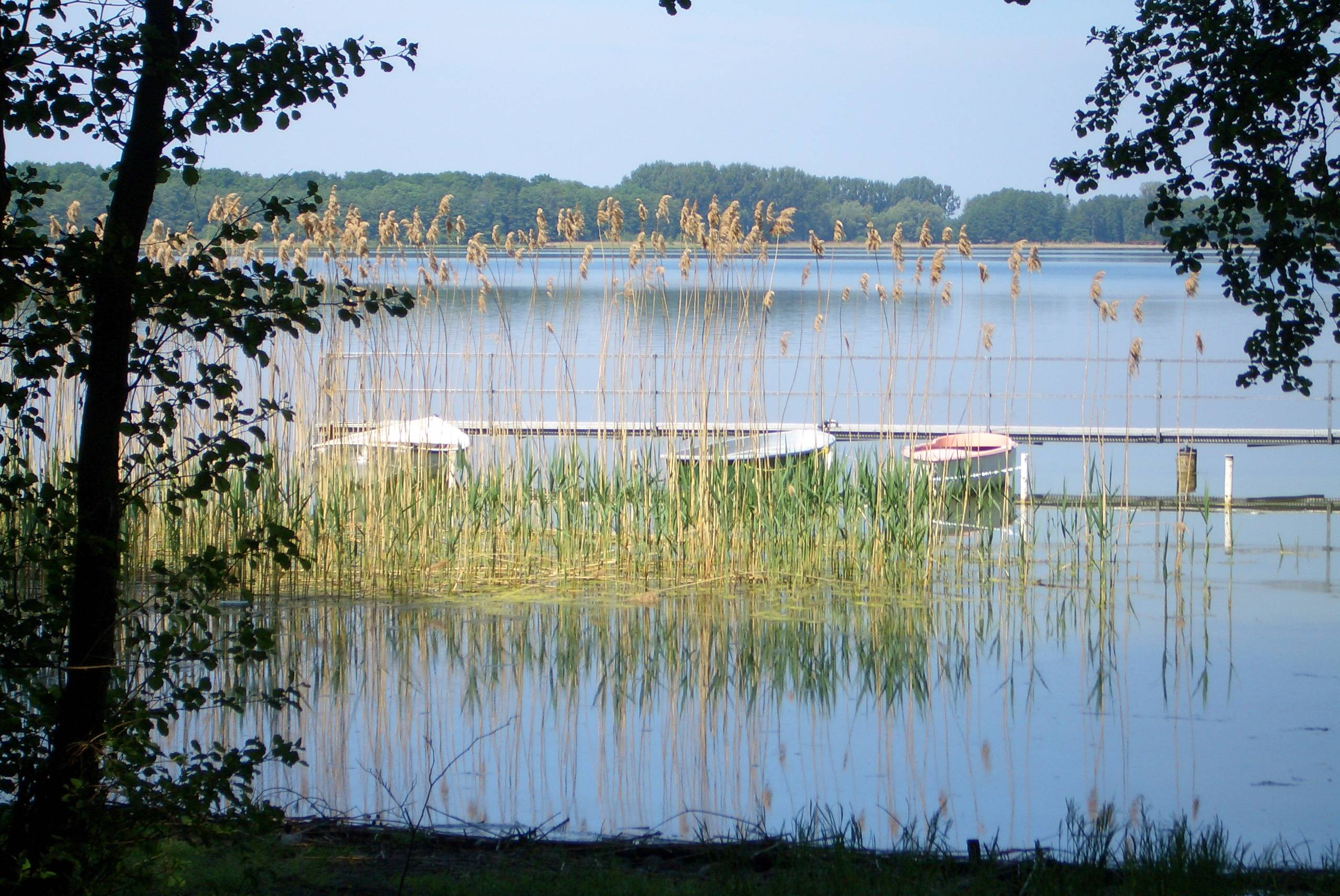
Bootssteg und Schilf

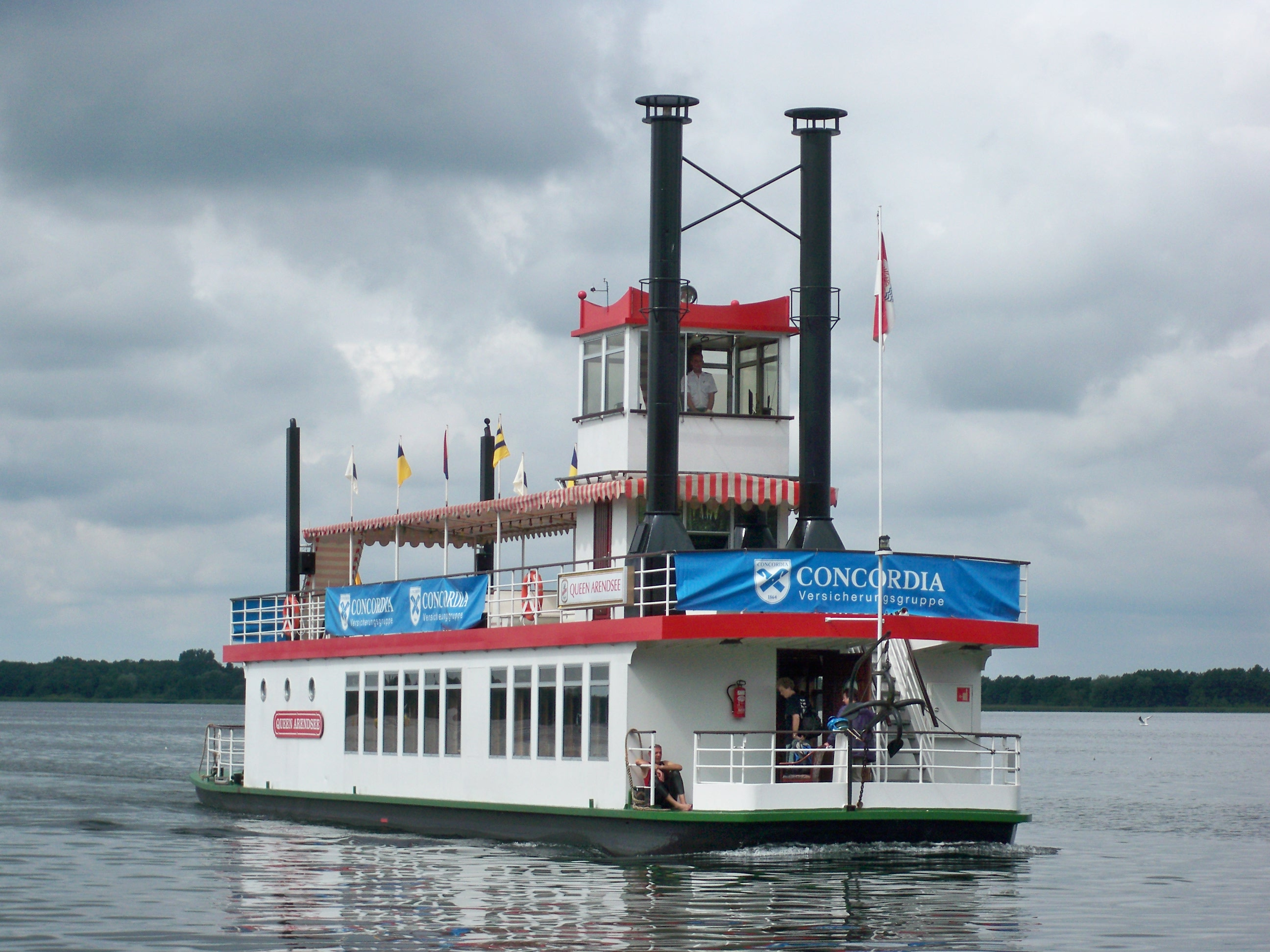
„Queen Arendsee“, das einzige Ausflugsschiff auf dem Arendsee

Der Arendsee wird vor allem touristisch genutzt. Er dient als Badegewässer für Feriengäste und Tagesurlauber. Außerdem finden Sportaktivitäten statt, beispielsweise Drachenbootfahren und Stand Up Paddling. Besonders zur Zeit der DDR war der Arendsee als Ersatz für Urlaub am Meer beliebt.
Am Nordostrand der Stadt Arendsee liegt ein großes Strandbad mit Seetribüne. Die nach DDR-Vorbild errichtete Seetribüne wurde im Juli 2008 eingeweiht und seither für Zuschauer des Drachenbootrennens oder der Ausstrahlung von Kinofilmen genutzt. Aufgrund maroder Bauteile, des massiv zurückgegangenen Wasserstands und einer geringeren Nutzung als eigentlich geplant, wurde die Seetribüne Ende Januar 2023 trotz Protest zurückgebaut.
Der See kann mit Segeljollen und anderen nichtmotorisierten Booten befahren werden. Seit 1991 verkehrt die einem Schaufelraddampfer nachempfundene Queen Arendsee im Sommerhalbjahr als Ausflugsschiff auf dem See. Dabei finden die planmäßigen Fahrten ab Arendsee kreisförmig gegen den Uhrzeigersinn statt. Zum Umweltschutz ist es vom 1. November bis zum 1. März weder der Queen Arendsee noch Seglern oder Surfern gestattet, auf dem Arendsee unterwegs zu sein. Die Nutzung des Sees mit weiteren Motorbooten ist seit 1969 verboten.
Ferner wird der See zum Windsurfen und Angeln genutzt. Unweit der Stadt Arendsee wurde am 7. Oktober 2006 ein elf Meter langes ehemaliges Patrouillenboot der NVA im Arendsee versenkt. Es liegt in etwa 16 m Tiefe und dient Tauchern als Ziel.
Seit Jahrzehnten gibt es am Arendsee einen kleinen Fischereibetrieb, der vorrangig die Kleine Maräne verarbeitet.

## Nachweise früher menschlicher Besiedlung
Kulturhistorisch sind verschiedene unterwasserarchäologische Funde erwähnenswert, insbesondere ein jungsteinzeitlicher Fischzaun und ein mittelalterlicher Eichenprahm, eine Art Lastkahn. Ein Pollendiagramm erwies, dass der See im 1. vorchristlichen Jahrtausend durchgängig besiedelt war. Der Nachweis von Roggen belegt die bäuerliche Nutzung in der römischen Kaiserzeit, während die Völkerwanderung starke Rückgänge der Pollenbestände aufweist. Mit den Slawen stieg ab dem 7. Jahrhundert diese Roggenkurve wieder stark an, eine Schicht, die sich in 162 bis 132 cm Tiefe fand.

## Sonstiges
Der Arendsee gehört zur Naturräumlichen Haupteinheitengruppe Wendland und Altmark und bildet den südöstlichen Abschluss der Untereinheit Lüchower Niederung. Naturkundlich hat er eine regionale Bedeutung unter anderem als Vogelbrut- und -rastgebiet. Der See ist auch als FFH-Gebiet ausgewiesen, wobei Vorkommen des Fischotters sowie zahlreicher Fledermausarten besonders wertgebend waren.
Am Südufer des Sees befindet sich das gustaf-nagel-Areal.